# کنت فارینگتون
کنت فارینگتون (انگلیسی: Kent Farrington; ۲۸ دسامبر ۱۹۸۰) سوارکار پرش اهل ایالات متحده آمریکا است.
وی در مسابقات کشوری و بین‌المللی در مجموع برندهٔ ۱ مدال طلا، ۱ مدال نقره، ۲ مدال برنز شده‌است.